# Tótvázsony
Tótvázsony là một thị trấn thuộc hạt Veszprém, Hungary. Thị trấn này có diện tích 42,5 km², dân số năm 2010 là 1207 người, mật độ 28 người/km².